# Bernhard Wolf (Schauspieler)
Bernhard Wolf (* 1982) ist ein österreichischer Theater- und Filmschauspieler.

## Leben
Bereits im Alter von zehn Jahren spielte Bernhard Wolf auf der Bühne seiner Heimatgemeinde Bach im oberen Lechtal in Franz Kranewitters „Der Joch“. Er wurde dort von Claudia Lang für die „Geierwally Freilichtspiele“ in Elbigenalp entdeckt. Hier spielte er 1996 seine erste Hauptrolle im Stück „Die Schwabenkinder“ und ist seitdem auch festes Mitglied.
Nach dem Abschluss der HTL für Elektronik besuchte er die Schauspielschule Innsbruck und war mehrere Jahre Ensemblemitglied am Tiroler Landestheater. Seit 2007 ist er als freier Schauspieler tätig. So trat er in David Lindemanns „Koala Lumpur“ auf und musste entgegen seinem Naturell im Stück „Der Watzmann ruft“ in der Burgenwelt Ehrenberg in Reutte sogar singen.
Er agiert auch als Autor und Theaterregisseur. 2013 übernahm er offiziell die Künstlerische Leitung der Sommerspiele auf der Geierwally Freilichtbühne.
Bereits 2008 lernte er in Telfs bei der Produktion von „Shakespeares sämtliche Werke leicht gekürzt“ Thomas Gassner kennen. Gemeinsam mit Markus Oberrauch bilden sie das „Feinripp-Ensemble“, drei Schauspieler in Unterhosen, die mit „Shakespeare – reloaded“, „Die Bibel on tour“ und „Grimm´s Märchen – hart gekürzt“  für neun Abende ab Januar 2016 im Kabarett Simpl in Wien gastieren.

## Filmografie
- 2006: Exsecratus – Verflucht (Kurzfilm, Regie: Robert Geir)
- 2008: Der Architekt (Regie: Ina Weisse)
- 2014: Hirschen – Da machst was mit (Regie: George Inci)
- 2016: Landkrimi – Sommernachtsmord (Fernsehreihe)
- 2021: Stadtkomödie – Die Lederhosenaffäre (Fernsehreihe)
- 2024: Die Toten vom Bodensee – Die Messias (Fernsehreihe)
- 2025: Die Toten vom Bodensee – Die Medusa (Fernsehreihe)

### Fernsehfilme und -serien
- 2012: Liebe Friede Tod, 11. Staffel der TV-Serie SOKO Kitzbühel
- 2012: K2 - The Italian Mountain TV-Zweiteiler (Regie: Robert Dornhelm)

## Theater (Auswahl)
- 2011  Sturm in den Bergen von Bernhard Wolf und Thomas Gassner, Regie: Thomas Gassner – Geierwally-Freilichtbühne
- 2014 Halbe Miete von Bernhard Wolf, Rolle: Lukas, Regie: Manfred Schild – Innsbrucker Kellertheater[3]
- 2014  Berg Fuir von Bernhard Wolf und Thomas Gassner, Regie: Bernhard Wolf – Geierwally-Freilichtbühne
- 2015  Todtentanz von Bernhard Wolf und Christof Kammerlander, Regie: Markus Plattner – Geierwally-Freilichtbühne
- 2016  Der Schein trügt von Bernhard Wolf und Thomas Gassner, Regie: Fabian Kametz – Geierwally-Freilichtbühne[4]